# レフ・ヴィトゲンシュテイン
レフ・ペトロヴィチ・ヴィトゲンシュテイン（露:Лев Петро́вич Витгенште́йн, 1799年6月8日 - 1866年6月20日）は、帝政ロシアの貴族で、ドイツのシュタンデスヘル。ザイン＝ヴィトゲンシュタイン＝ルートヴィヒスブルク侯（Fürst zu Sayn-Wittgenstein-Ludwigsburg, 1843年 - 1861年）、のちザイン＝ヴィトゲンシュタイン＝ザイン侯（Fürst zu Sayn-Wittgenstein-Sayn, 1861年 - 1866年）。ドイツ名はルートヴィヒ・アドルフ・フリードリヒ・ツー・ザイン＝ヴィトゲンシュタイン＝ザイン（Ludwig Adolf Friedrich Fürst zu Sayn-Wittgenstein-Sayn）。

## 生涯
ロシアの陸軍元帥ピョートル・ヴィトゲンシュテイン（ザイン＝ヴィトゲンシュタイン侯ペーター）と、その妻でポーランド貴族のアントニア・スナルスカ伯爵夫人の間の長男として生まれた。1821年、イギリス王ジョージ4世の戴冠式にロシア政府代表の1人として出席した。しかしデカブリストの主義主張に共鳴していたため、1826年にデカブリストが蜂起した後は、ロシア政府における外交官としてのキャリアを断念させられた。父の政府に対する強大な影響力のおかげで、処罰だけは免れた。
1828年、リトアニア有数の大貴族ラジヴィウ家の女子相続人ステファニア・ラジヴィウ公女(Stefania Radziwiłł、1809年 - 1832年)と結婚した。ステファニアは当時のヨーロッパ大陸では最大の個人資産を所有しており、旧リトアニア大公国領内の多くの町村を含む約1万2000km²の所領をレフにもたらした。またこの際、現在は世界遺産として知られるミール城もレフの所有に帰した。
ステファニアと死別後、1834年に親類のレオニーラ・イヴァノヴナ・バリャティンスカヤ公女と再婚した。先妻との間に1男1女、後妻との間に3男1女をもうけた。ステファニアの遺産を受け継いだ長女のマリー（1829年 - 1897年）はホーエンローエ＝シリングスフュルスト侯クロートヴィヒに嫁いでいる。